# تردو
تردو (به لاتین: Tõrdu) یک روستا در استونی است که در دهستان هالینگا واقع شده‌است.